# Dasycyrton medinae
Dasycyrton medinae är en tvåvingeart som beskrevs av Artigas 1970. Dasycyrton medinae ingår i släktet Dasycyrton och familjen rovflugor. Inga underarter finns listade i Catalogue of Life.